# 挟书律
挟书律，是指秦始皇在统一中国以后，前213年实施焚书时颁布的一条法令。“敢有挟书者族”，即对私自收藏持有违禁书籍的人灭族。
挟书律是由丞相李斯向始皇建议施行的。在汉朝时（前191年）由惠帝宣布废除，在此之前一直施行。

## 影响
挟书律与秦朝的其他文化政策共同形成了秦朝对文化的高压态势，使得许多士人受到迫害，许多重要的文化书籍被焚毁，使得东周以来出现的百家争鸣的文化开放局面结束，使东周以来的学术和文化传承受到破坏，同时也使得秦的政策遭到当时及后世广泛而强烈的批评，并使得当时的社会矛盾更为激化，对秦朝的灭亡有推动作用。

## 记载
1. 《史记·秦始皇本纪》：臣請史官非秦記皆燒之。非博士官所職，天下敢有藏詩、書、百家語者，悉詣守、尉雜燒之。有敢偶語詩書者棄市。以古非今者族。吏見知不舉者與同罪。令下三十日不燒，黥為城旦。所不去者，醫藥卜筮種樹之書。若欲有學法令，以吏為師。[1]
2. 《漢書·惠帝紀》：三月甲子，皇帝冠，赦天下。省法令妨吏民者，除挾書律。[2]顏師古注：張晏曰：「秦律敢有挾書者族」。